# Associazione Sportiva Fanfulla 1936-1937
Questa voce raccoglie le informazioni riguardanti l'Associazione Sportiva Fanfulla nelle competizioni ufficiali della stagione 1936-1937.

## Stagione
Il Fanfulla ha disputato il girone B del campionato di Serie C arrivando ottavo in classifica con 31 punti.

## Rosa
| N. |                   | Ruolo | Calciatore          |
| -- | ----------------- | ----- | ------------------- |
|    | Italia (bandiera) | P     | Alessandro Fregoni  |
|    | Italia (bandiera) | P     | Giovanni Tronconi   |
|    | Italia (bandiera) | D     | Mario Acerbi        |
|    | Italia (bandiera) | D     | Bruno Baldini       |
|    | Italia (bandiera) | D     | Mario Bergamaschi   |
|    | Italia (bandiera) | D     | Oliviero Edelli     |
|    | Italia (bandiera) | D     | Cornelio Gatti      |
|    | Italia (bandiera) | D     | Diego Ghezzi        |
|    | Italia (bandiera) | C     | Pietro Corrada      |
|    | Italia (bandiera) | C     | Pietro Dalle Vedove |

| N. |                   | Ruolo | Calciatore               |
| -- | ----------------- | ----- | ------------------------ |
|    | Italia (bandiera) | C     | Giuseppe Malinverno      |
|    | Italia (bandiera) | C     | Vittorio Mattai Del Moro |
|    | Italia (bandiera) | C     | Bruno Palma              |
|    | Italia (bandiera) | C     | Dino Zaghi               |
|    | Italia (bandiera) | C     | Giuseppe Zuccotti        |
|    | Italia (bandiera) | A     | Giordano Bussola         |
|    | Italia (bandiera) | A     | Giuseppe Carelli         |
|    | Italia (bandiera) | A     | Giovanni Garrone         |
|    | Italia (bandiera) | A     | Rosolino Grignani        |

Marcatori :
Giuseppe Zuccotti 12 reti - Bruno Palma 10 reti - Bussola 7 reti - Malinverno e Carelli 5 reti - Ghezzi 4 reti - Grignani e Dalle Vedove 2 reti - Bergamaschi, Zaghi e Rota 1 rete.